# El cos del delicte
El cos del delicte (títol original: Body of Evidence) és un thriller eròtic de (1993) dirigida per Uli Edel i protagonitzada per Madonna i Willem Dafoe. Ha estat doblada al català.
L'estrena en el cinema fou censurada pel certificat R, reduint la duració de la pel·lícula de 101 a 99 minuts. El lliurament en vídeo recuperà el material esborrat. En els premis Razzie 1993 va guanyar el de pitjor actriu (Madonna)i va ser nominada 6 vegades, incloent la pitjor pel·lícula.

## Argument
Després que el seu amant molt més vell i ric mori després d'una sessió intensa de sadomasoquisme sexe, la dominatriu Rebecca Carlson (Madonna) és acusada del seu assassinat. Desesperada per la llibertat, lentament sedueix el seu advocat, Frank Delaney (Willem Dafoe), i s'embarca en un afer fosc i perillós amb ell.

## Repartiment
- Willem Dafoe: Frank Dulaney
- Madonna: Rebecca Carlson
- Joe Mantegna: Robert Garrett
- Anne Archer: Joanne Braslow
- Frank Langella: Jeffrey Roston
- Julianne Moore: Sharon Dulaney
- Jürgen Prochnow: Dr. Alan Payley

## Crítica
La "ambició rossa" es dedica a provocar infarts i cobrar herències. Així, el cos del delicte no és un altre que les sinuoses corbes de Madonna, que provoquen la mort com arma letal. Al guionista se li va ocórrer que actuar així és querellable, així que va escriure la història sense consultar amb un advocat. Poc importava la versemblança de l'argument (una còpia poc dissimulada d' Instint bàsic, el reeixit thriller eròtic estrenat un any abans), doncs el film es va estrenar enmig d'una notable polèmica per la forta càrrega eròtica de les seves escenes, -sembla que era el que productors i l'ego de la cantant estaven desitjant- i, encara que la crítica la va picar sense pietat, no va anar malament en taquilla. Per a fans masculins de Madonna i poc més.